# Albert Friedrich Gygax
Albert Friedrich Gygax (* 1896 in Bern, Schweiz; † 1968 in Bern) war gelernter Chemigraf und Leiter der Klischeeanstalt Busag AG in Bern. Gygax verfasste das Standardwerk der Chemigraphie Moderne Chemigraphie in Theorie und Praxis, welches 1957 publiziert wurde. 1958 wurde ihm die Goldene Medaille der Photographischen Gesellschaft in Wien verliehen. Gygax wirkte auch als Mitglied des International Committee of Selection for the International Photography Hall of Fame des American Museum of Photography.

## Schriften
- Ein Chemigraph sieht Amerika (1947)
- Ein vergessenes Jubiläum – 100 Jahre Hochätzung (1955)
- Moderne Chemigraphie in Theorie und Praxis. Frankfurt a. M.: Polygraph Verlag, 1957.